# Stanley H. Weitzman
Stanley Howard Weitzman (Mill Valley, California, 16 de marzo de 1927 -  16 de febrero de 2017) fue un ictiólogo estadounidense más conocido por ser el coautor del primer texto moderno que clasificó a los peces teleósteos titulado Phyletic Studies of Teleostean Fishes, with a Provisional Classification of Living Forms que se publicó en 1966.
Phyletic... es el primer texto oficial donde se mencionan a los dos superórdenes teleósteos Osteoglossomorpha y Paracanthopterygii; junto con sus otros autores, se le considera como autoridad binomial para dichos superórdenes. Además, junto a Luiz R. Malabarba es autoridad binomial para el género Kolpotocheirodon y para la especie Kolpotocheirodon theloura, mientras que con William Fink para la especie Nematobrycon lacortei.
Ha publicado más de 272 investigaciones científicas y textos no científicos, y ha sido consultor de la revista Tropical Fish Hobbyist. Actualmente participa como investigador emérito del Museo Nacional de Historia Natural del Instituto Smithsoniano.